# Islas Exteriores
Las islas Exteriores (en criollo seychelense, Zil Elwannyen Sesel o Zil Eloigne Sessel), forman un grupo de islas del archipiélago de las Seychelles, integrado por las islas que, en contraste con las islas Interiores, no están en la meseta de las Seychelles, como Mahé y las islas cercanas. En este grupo de islas a veces se consideran incluidas las islas Gloriosas, pertenecientes a Francia, y las islas Agalega pertenecientes a la República de Mauricio.

## Geografía
Las islas Exteriores se encuentran en el oeste del océano Índico, frente a la costa suroriental de África, entre las costas de Tanzania, al oeste; las islas principales del archipiélago de las Seychelles, agrupadas en torno a la isla de Mahe y llamadas islas Interiores, al noreste; las islas Agalega (de la República de Mauricio), al este; Madagascar, al sur; el archipiélago francés de las islas Gloriosas y el archipiélago de las islas Comoras, compartidas entre la Unión de las Comoras (Anjouan, Moheli y Gran Comora) y Francia (Mayotte), al suroeste. Están separados de 250 a 1150 km de la isla principal de Mahé.
Las islas Exteriores se dividen en cinco grupos:
- el grupo coralino meridional, integrado por Coëtivy y la isla Platte;
- las islas Amirante, incluyendo entre otras el atolón Saint-Joseph, la isla Desroches y las islas Poivre;
- el grupo Alphonse comprendiendo el atolón Alphonse y el atolón Saint-François;
- el grupo de Aldabra comprendiendo Aldabra, la isla de Asunción, Cosmoledo y la isla Astove;
- el grupo Farquhar comprendiendo el atolón Farquhar, el atolón Providence y la île Saint-Pierre.

La peculiaridad de estas islas, a diferencia de las islas Interiores de las Seychelles, es que no se encuentran en la meseta de las Seychelles sino que se basan directamente en la llanura abisal del fondo del océano Índico. La isla de Mahe y las islas que la rodean son de origen granítico y son un fragmento del continente africano, mientras que las islas Exteriores se formaron por construcción de una barrera coralina alrededor de volcanes extintos hoy desaparecidos y que ahora forman atolones.
Formando atolones, las islas tienen poco relieve y en general son más secas que las islas Interiores debido a sus suelos arenoso-calcáreos muy poco fértiles ya que retienen poca precipitación.

## Historia

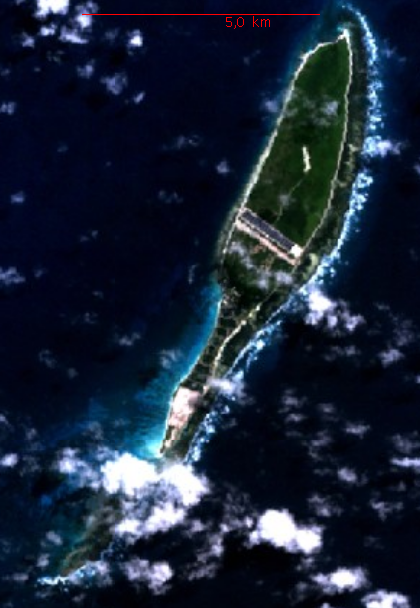
Image de satélite de Coëtivy.

Colonizadas por el Reino Unido, algunas de las islas Exteriores se agrupan con el archipiélago de Chagos en el Territorio Británico del Océano Índico en el momento de la independencia de Mauricio en 1965. Cuando Seychelles accedió asimismo a la independencia el 28 de junio de 1976, recuperaron las islas, lo que redujo el Territorio Británico del Océano Índico únicamente al archipiélago de Chagos.

## Administración
Las islas Exteriores no son parte de ningún distrito electoral ni administrativo de Seychelles.

## Demografía
Aunque comprenden el 46% del territorio de Seychelles, con 211,3 km² de superficie, las islas Exteriores están escasamente pobladas con sólo 1115 habitantes en 2009, una población inferior al 2% de la población del país, que se reparte entre once islas, en especial en Coëtivy que alberga la mayor población. Esta particularmente baja densidad se explica por la relativa escasez de agua dulce debido a la geología del suelo calcáreo de las islas que retien muy poca humedad.